# 柏田忠一

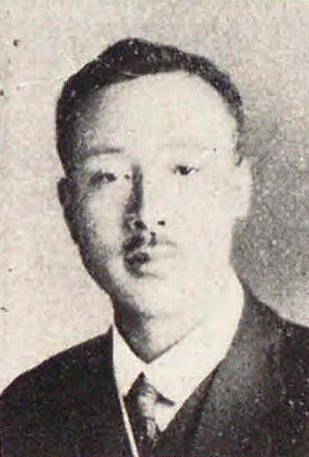
柏田忠一

柏田 忠一（かしわだ ただかず、1886年（明治19年）11月5日 - 1958年（昭和33年）10月3日）は、日本の衆議院議員（政友本党→立憲民政党）、弁護士。

## 経歴
岩手県二戸郡金田一村（現在の二戸市）出身。1914年（大正3年）、東京帝国大学法科大学独法科を卒業し、オックスフォード大学に留学した。その後、上海日日新聞社主筆を経て、1916年（大正5年）に弁護士を開業。また財団法人東亜攻究会理事を務めた。
1924年（大正13年）、第15回衆議院議員総選挙に出馬し、当選を果たした。
その後は、拓殖大学教授やハルビン市公署顧問を務めた。
またその他に、東北桐材株式会社取締役、アマゾン興業株式会社監査役、馬淵電気株式会社顧問などを務めている。